# Planctolpium arboreum
Planctolpium arboreum är en spindeldjursart som beskrevs av Clarence Clayton Hoff 1964. Planctolpium arboreum ingår i släktet Planctolpium och familjen Olpiidae. Inga underarter finns listade i Catalogue of Life.